# エモい
エモいは「emotional（エモーショナル）」（英語）が由来である日本のスラング（俗語）かつ若者言葉。
「感情が動かされた状態」、「感情が高まって強く訴えかける心の動き」などを意味する形容詞として用いられる。

## 意味
感情が揺さぶられた時や、気持ちをストレートに表現できない時、「哀愁を帯びた様」、「趣がある」「グッとくる」などに用いられる｡

## 概要
元々は音楽のジャンルの一つである「エモ（Emo）」（発音としては「イーモゥ」が近い）からきており、メロディアスで哀愁的な音楽性と切ない心情を吐露する歌詞が特徴的なロックミュージックを指す。1980年代に発生したパンク・ロックのサブジャンルである「エモーショナル・ハードコア」（日本ではエモコアと呼ばれていた）が90年代にウィーザーなどの影響下で進化し、欧米で「Emo」と短縮して呼ばれて人気を博した。日本では「エモ」という呼称が一般的になったが、そこから派生して同様の感情を「エモい」と表現するようになった。
ただし、日本語の「えもいわれぬ」から派生したとする説も存在する。
コラムニストの荒川和久は、『エモい』を日本で一番よく使っているのはメディアアーティストの落合陽一。落合にとっての『エモい』とは、ロジカルの対極にある、一見ムダなもの。『もののあはれ』や『いとをかし』であると解説している。また、荒川本人も著書「超ソロ社会」の中で、「エモい」という感情が消費を動かすという「エモ消費」という概念を提唱している。落合は2016年のインタビュー記事＜“２１世紀の魔法使い”落合陽一「人間にとってエモいこと以外は全部コンピューターにやらせればいい」＞の中で文字どおり「エモーショナル」ってことなんですけど、ロジカルの対極にある、一見ムダなもの。要するに「いとをかし」ですよ。と述べている。日本語学者の飯間浩明も、同様に古代の「あはれ」と似た意味があるとしており、『いとあはれ』と言っていた昔の宮廷人は、現代に生まれていたら『超エモい』などと表現していたはずと述べている。
Googleトレンドの記録では、2005年頃から「エモい」というキーワードで僅かに検索が行われており、2017年前後から急速に検索数が増加している。「エモい」の検索数の急増は、音楽業界からその他への広がりを見せた時期と一致している。スウェーデンのエモバンド、スターマーケットの5thアルバム「アバンドン・タイム」の日本盤解説に使用例が見られる。

## 若者言葉としての「エモい」
若者言葉としての「エモい」自体は2007年頃から存在していたが、三省堂の「今年の新語 2016」で2位にランクインしたことをきっかけに話題になった。
ベンチャー企業「COMPLExxx（コンプレックス）」の調査に拠れば、10 - 20代の女性中心516名のうち、79%が「エモい」について「知っている」と回答。使うシーンとしては「ぐっと来た瞬間、感動した瞬間」53%、「『ヤバい』の代用」20%、「悲しい、寂しいなど暗い感情のとき」10%であり、同社代表より言葉にできない絶妙な感情を表現する目的で、これまでの『ヤバい』と似た使われ方をしているとの指摘がなされている。日経MJの記事でも、「エモい」について『うれしい、切ない、寂しい』などの複数に交じった感情を表現するとき、『ヤバい』と似た使われ方をされると解説しているが、前出の荒川は「ヤバい」の代用という意味は正しくないと述べている。2016年に入り若者の間で「エモい」が使われるようになった要因として、ストレートに感情を表現できないモヤモヤが増えたためとの指摘がある。
2006年12月に出版された大修館書店「みんなで国語辞典!」においては、「エモい」について「怒って感情を露にすること」と解説されている。